# Chilo batri
Chilo batri là một loài bướm đêm trong họ Crambidae.